# Oksajärvi
Oksajärvi is een dorp in Zweden op minder dan zes kilometer van de grens met Finland. Het dorp ligt in de gemeente Pajala aan een verbindingsweg tussen Lainio, dat is de beste verbinding, en Kangos via een eigen weg. Oksajärvi ligt ook dicht bij de grens met de gemeente Gällivare en het landschap Lapland.
Er ligt ten westen van het dorp een meer van nog geen 1 km² groot dat dezelfde naam Oksajärvi heeft.
Aareavaara · Anttis · Huukki · Isovaara · Jarhois · Juhonpieti en Erkheikki · Junosuando · Kainulasjärvi · Kangos · Kardis · Kassa · Kätkesuando · Käymäjärvi · Kaunisvaara · Kengis · Kenttä · Keräntöjärvi · Kieksiäisvaara · Kiilarova · Kihlanki · Kitkiöjärvi · Kitkiöjoki · Kolari · Kompelusvaara · Korpilombolo · Kurkkio · Lahenpää · Lahnajärvi · Lautakoski · Liviöjärvi · Lovikka · Männikkö · Muonionalusta · Muodoslompolo · Narken · Nuuksujärvi · Ohtanajärvi · Oksajärvi · Pääjärvi · Pajala · Parkalompolo · Pentäsjärvi · Peräjävaara · Pimpiö · Ristimella · Ruosteranta · Sahavaara · Saittarova · Salmijärvi · Särkimukka · Sattajärvi · Selkäjärvi · Suaningi · Talinen · Tärendö · Teurajärvi · Torinen · Törmäsniva · Tornefors